# 록클리프 파크웨이
록클리프 파크웨이(영어: Rockcliffe Parkway)은 캐나다 온타리오주 오타와에 있는 파크웨이다. 이 파크웨이는 서섹스 드라이브의 북쪽 끝 부분에서 연결되어서 오타와 강을 따라간다. 파크웨이의 가운데 부근에 록클리프 파크와 캐나다 항공우주 박물관이 있다.